# Nasib Farah
Nasib Farah es un cineasta danés-somalí. Es conocido por las películas aclamadas por la crítica My Cousin the Pirate y Lost Warrior.

## Biografía
Farah nació en Somalia en 1982. En 1991 huyó de Mogadiscio con su familia después de que estallara la guerra civil en Somalia. Sin embargo, perdió a su familia mientras escapaba y luego escapó a través de la frontera a Etiopía, antes de volar a Alemania y finalmente establecerse en Dinamarca. Inicialmente era un refugiado no acompañado y luego creció en el Centro de la Cruz Roja Danesa Avnstrup cerca de Lejre.
Está casado con una danesa y tiene tres hijos.

## Carrera
Se formó como vendedor y trabajó como periodista durante algunos años. Más tarde creó una organización sin fines de lucro enfocada en ayudar a otros jóvenes somalíes a través de tutorías y actividades extracurriculares. Mientras expresaba su experiencia a través de la organización, inició un programa de televisión comunitario llamado 'Qaran TV' para la comunidad somalí en Dinamarca.
En 2010, protagonizó la película My Cousin the Pirate, dirigida por Christian Sønderby Jepsen.
En 2015, realizó su documental Warriors from the North, que obtuvo elogios de la crítica y se proyectó en varios festivales de cine internacionales. En 2018, dirigió su segundo documental Lost Warrior junto con el cineasta danés Søren Steen Jespersen.

## Filmografía
| Año  | Título                       | Rol             | Tipo       | Ref.  |
| ---- | ---------------------------- | --------------- | ---------- | ----- |
| 2010 | My Cousin the Pirate         | Actor, Narrador | Documental |       |
| 2014 | The Newsroom: Off the Record | Él mismo        | Documental |       |
| 2015 | Warriors from the North      | Director        | Documental | [ 7 ] |
| 2016 | Mogadishu Soldier            | traductor       | Documental |       |
| 2017 | Præsidenten fra Nordvest     |                 | Documental |       |
| 2018 | Lost Warrior                 | Director        | Documental | [ 8 ] |
| 2019 | Q's barbershop               | Asistente       | Documental |       |